# Toledo Esporte Clube
El Toledo Esporte Clube es un Club de fútbol de la ciudad brasileña de Toledo, en el Estado de Paraná. Fue fundado el 10 de febrero de 2004 y juega en el Campeonato Paranaense. Fue fundado como Toledo Colônia Work y en 2015 cambió su nombre a Toledo Esporte Clube.

## Historia
En el año 2005 el club hizo su debut como profesional, y en su primera temporada en la Serie Plata logró un segundo puesto que le permitió ascender y competir por el Campeonato Paranaense 2006.
Debido a la inexperiencia del club, su paso por la Serie Oro no fue muy grato, ya que terminaron en la decimosexta posición y descendieron a la Serie Plata.
El equipo se preparó para volver a la primera categoría y logró el campeonato en el 2007. A fin de año se consagró como el mejor equipo de la región, lo que le permitió jugar la Serie C del 2008, pero fue eliminado en la segunda rueda y finalizó 24º.
En 2016 el Toledo Futebol modificó su nombre para Toledo Esporte Clube.

## Entrenadores
- Rogério Perrô (septiembre de 2008–?)[7]
- Agenor Piccinin (noviembre de 2009–febrero de 2010)[8][9]
- Rogério Perrô (febrero de 2010–?)[9]
- Rogério Perrô (noviembre de 2012–?)[10]
- Paulo Foiani (noviembre de 2013–marzo de 2014)[11][12]
- Goianinho (interino- marzo de 2014)[13]
- Richard Malka (marzo de 2014)[13][14]
- Rodrigo Cascca (enero de 2015–abril de 2016)[15][16]
- Paulo Baier (junio de 2017–?)[17][18]
- Agenor Piccinin (noviembre de 2018–mayo de 2019)[19][20][21]
- Paulo Baier (octubre de 2019–febrero de 2020)[22][23]
- Zé Maria (febrero de 2020–2020)[24]
- Davi Lima (julio de 2020–octubre de 2020)[25][26]
- Zé Maria (octubre de 2020–?)[26]
- Valmir Israel (enero de 2021–abril de 2021)[27][28]
- Zé Maria (interino- abril de 2021–?)[28]
- Zé Maria (febrero de 2023–presente)[2]

## Títulos

### Estatales
- Campeonato Paranaense B: 1 (2007)

- Copa Paranaense: 1

2019
- Torneo del Interior Paranaense: 1

2008

### Campañas destacados
- Campeonato Paranaense: 1 (2008)

- Campeonato Paranaense B: 3 (2005, 2011, 2015)

- Copa Paraná: 1 (2015)

## Últimas temporadas
| Toledo |                      |                      |                      |                      |                      |                      |                      |                      |              |                       |                       |
| Año    | Campeonato Brasilero | Campeonato Brasilero | Campeonato Brasilero | Campeonato Brasilero | Campeonato Brasilero | Campeonato Brasilero | Campeonato Brasilero | Campeonato Brasilero | Copa Paraná  | Campeonato Paranaense | Campeonato Paranaense |
| —      | Div.                 | Pos.                 | P                    | V                    | E                    | D                    | GF                   | GC                   | Mejor puesto | Div.                  | Pos.                  |
| 2005   | —                    | —                    | —                    | —                    | —                    | —                    | —                    | —                    | —            | 2.ª                   | 2º                    |
| 2006   | —                    | —                    | —                    | —                    | —                    | —                    | —                    | —                    | —            | 1.ª                   | 16º                   |
| 2007   | —                    | —                    | —                    | —                    | —                    | —                    | —                    | —                    | —            | 2.ª                   | 1º                    |
| 2008   | C                    | 31º                  | 12                   | 2                    | 5                    | 5                    | 14                   | 18                   | 5.º          | 1.ª                   | 3.º                   |
| 2009   | —                    | —                    | —                    | —                    | —                    | —                    | —                    | —                    | —            | 1.ª                   | 9.º                   |
| 2010   | —                    | —                    | —                    | —                    | —                    | —                    | —                    | —                    | —            | 1.ª                   | 11º                   |
| 2011   | —                    | —                    | —                    | —                    | —                    | —                    | —                    | —                    | 7.º          | 2.ª                   | 2º                    |
| 2012   | —                    | —                    | —                    | —                    | —                    | —                    | —                    | —                    | —            | 1.ª                   | 7.º                   |
| 2013   | —                    | —                    | —                    | —                    | —                    | —                    | —                    | —                    | —            | 1.ª                   | 8.º                   |
| 2014   | —                    | —                    | —                    | —                    | —                    | —                    | —                    | —                    | —            | 1.ª                   | 11º                   |
| 2015   | —                    | —                    | —                    | —                    | —                    | —                    | —                    | —                    | 2.º          | 2.ª                   | 2º                    |
| 2016   | —                    | —                    | —                    | —                    | —                    | —                    | —                    | —                    | —            | 1.ª                   | —                     |

Referencias:
| Campeón Vicecampeón | Descendido Ascendido |